# Belgische Badmintonmeisterschaft 1988
Die Belgische Badmintonmeisterschaft 1988  fand im Februar 1988 in Hamme statt.

## Finalergebnisse
| Disziplin    | Sieger                              | Finalist                                | Ergebnis    |
| ------------ | ----------------------------------- | --------------------------------------- | ----------- |
| Herreneinzel | Eddy van Herbruggen                 | Alain de Leeuw                          | 15-1, 15-6  |
| Dameneinzel  | Ingrid Swiggers                     | Marie-Christine Donnay                  | 12-11, 11-1 |
| Herrendoppel | Jan de Mulder Dario van Nauw        | Alain de Leeuw Christian Bene           | 15-1, 15-3  |
| Damendoppel  | Ingrid Swiggers Greet van Haverbeke | Isabelle Meuleman Marina Caubergs       | 15-11, 15-3 |
| Mixed        | Filip Vigneron Ingrid Swiggers      | Eddy van Herbruggen Greet van Haverbeke | 15-4, 15-10 |